# Proteroginìa

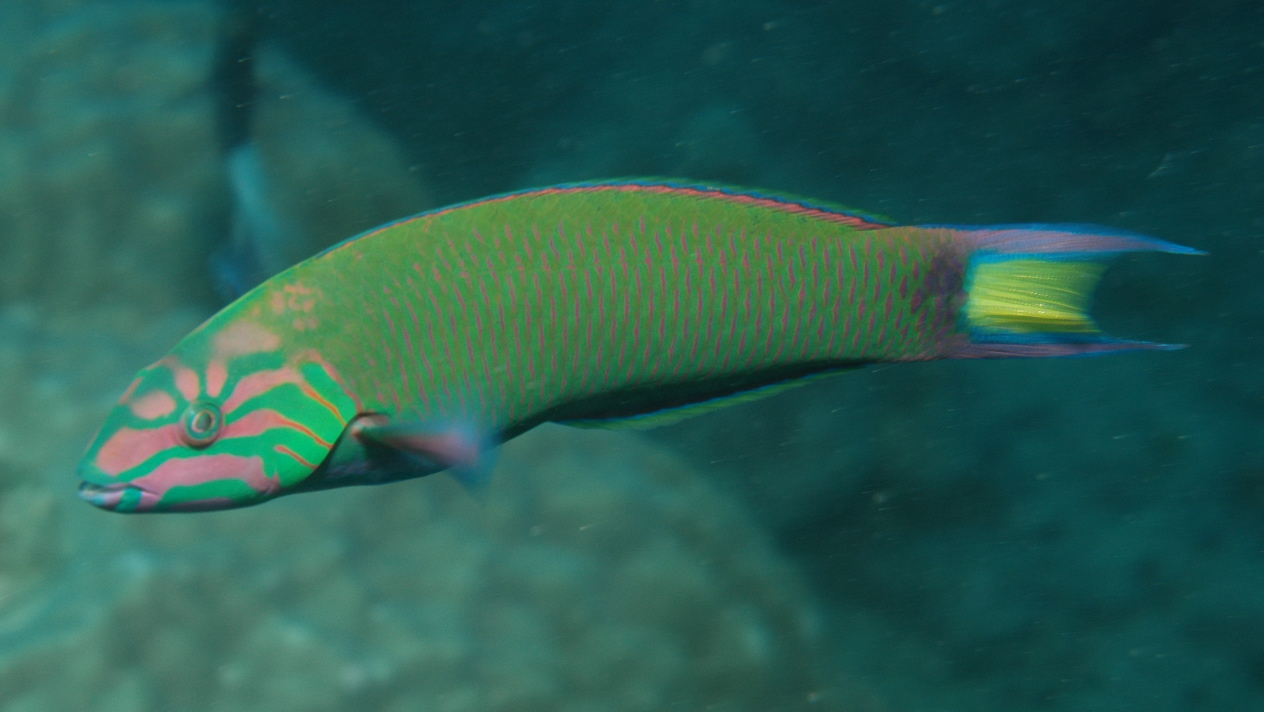
Thalassoma lunare è un'ermafrodità proterogenico

In biologia il termine proteroginìa indica un caso di ermafroditismo dove sono presenti entrambi i gameti ma si sviluppano prima quelli femminili e successivamente quelli maschili. Condizione opposta è la proterandrìa.
Il termine è la composizione delle parole greche próteros (anteriore) + ghynḗ (donna, femmina).

## In zoologia
Sebbene raro nel regno animale, questo tipo di ermafroditismo è diffuso in molte specie di pesci (soprattutto labridae e pomacanthidae) dove gli esemplari nascono e vivono la prima parte della vita come femmine per poi subire un cambio di sesso con l'età diventando a tutti gli effetti maschi.

## In botanica
Le piante proterogeniche sono parte delle ermafrodite insufficienti: questo caso si presenta quando nei fiori ermafroditi gli organi femminili (gineceo, pistillo) raggiungono la maturità sessuale in anticipo rispetto all'androceo (stami), rendendo di fatto impossibile l'autofecondazione.